# Nicole Yeargin
Nicole Yeargin, född 11 augusti 1997, är en brittisk friidrottare med specialisering på 400 meter.

## Karriär
Nicole Yeargin ingick i det brittiska stafettlag på 4 x 400 meter som tog brons vid OS 2024 liksom i det mixade stafettlag och som tog brons på 4 x 400 meter. Hon har även ett brons på 4x400 meter från VM 2022 och ett brons från VM 2023 på den långa stafetten.